# Boris Orlovskij

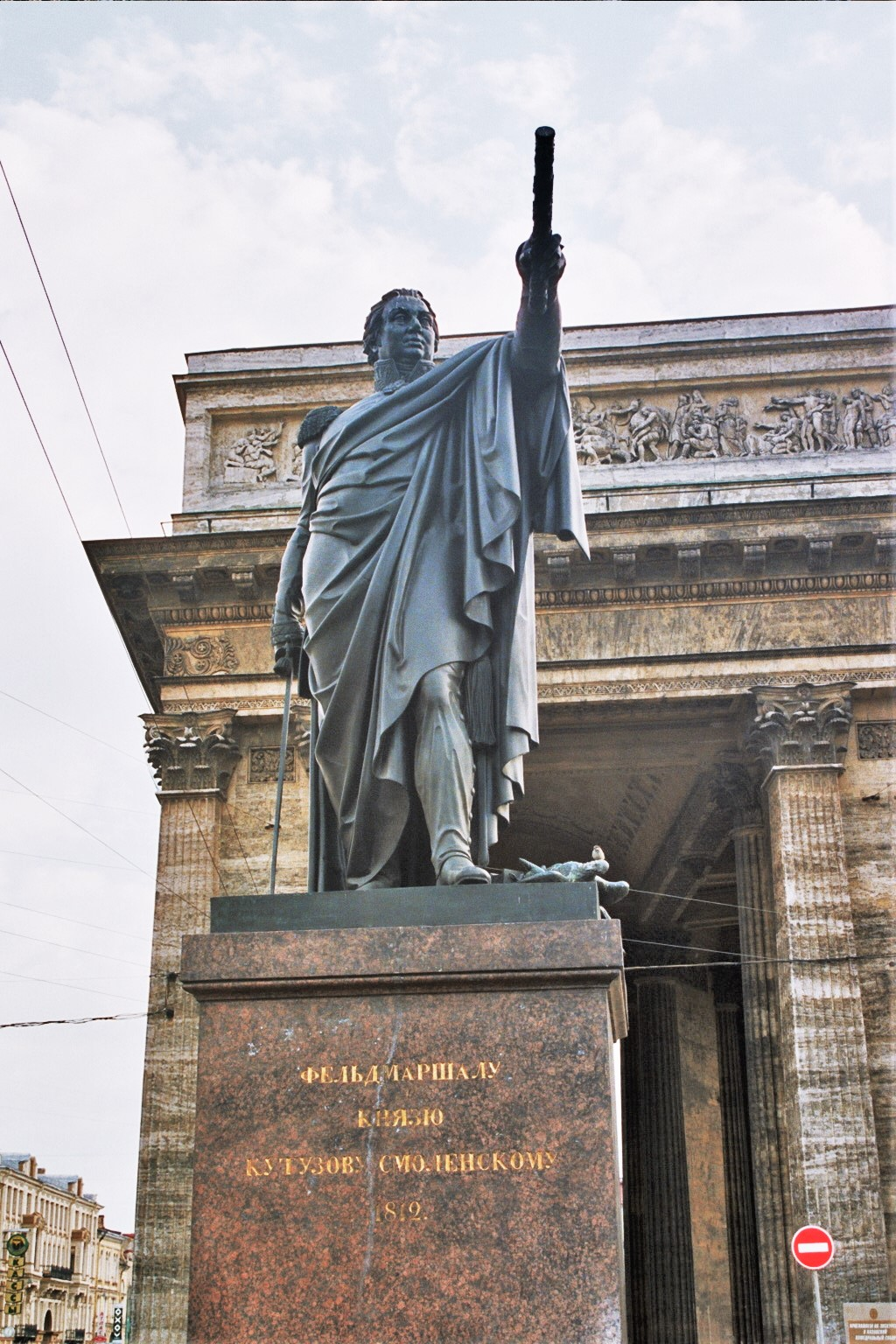
Kutuzovstatyn i Sankt Petersburg (1837).

Boris Ivanovitj Orlovskij (ryska: Борис Иванович Орловский), född 1796 i Stolbetskoje, guvernementet Orjol, död 28 december (gamla stilen: 16 december) 1837 i Sankt Petersburg, var en rysk skulptör.
Boris Orlovskij studerade vid akademien i Sankt Petersburg och i Rom för Bertel Thorvaldsen. Han var därefter verksam i Sankt Petersburg, där han blev professor vid akademien. Hans förnämsta arbeten är statyer, bland andra föreställande Michail Kutuzov och Michail Barclay de Tolly samt marmorgruppen Faun och backant, Paris med äpplet och Flöjtblåsande faun. Han utförde även en mängd porträttbyster.

## Bildgalleri

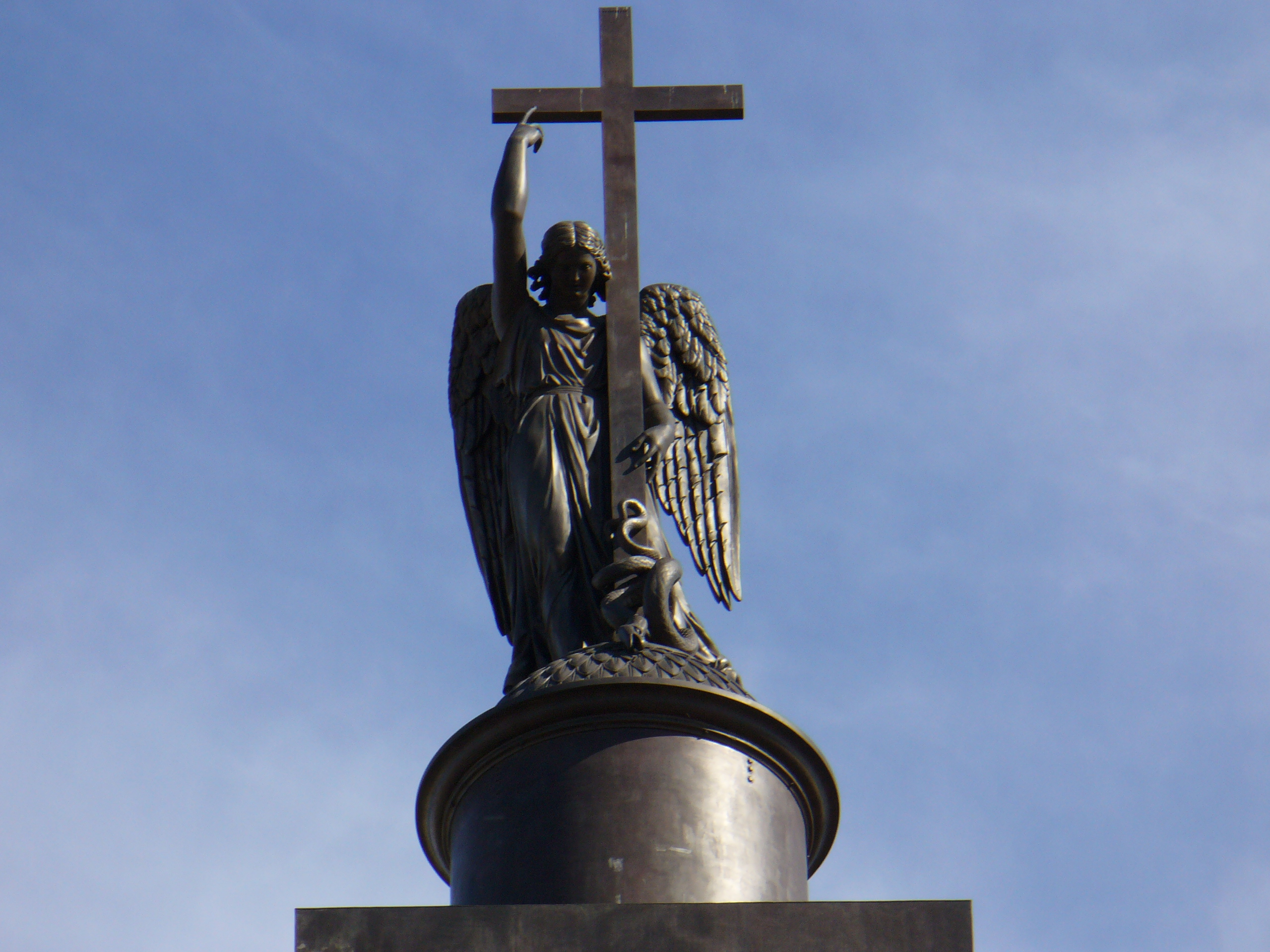
Ängeln på Alexanderkolonnen i Sankt Petersburg
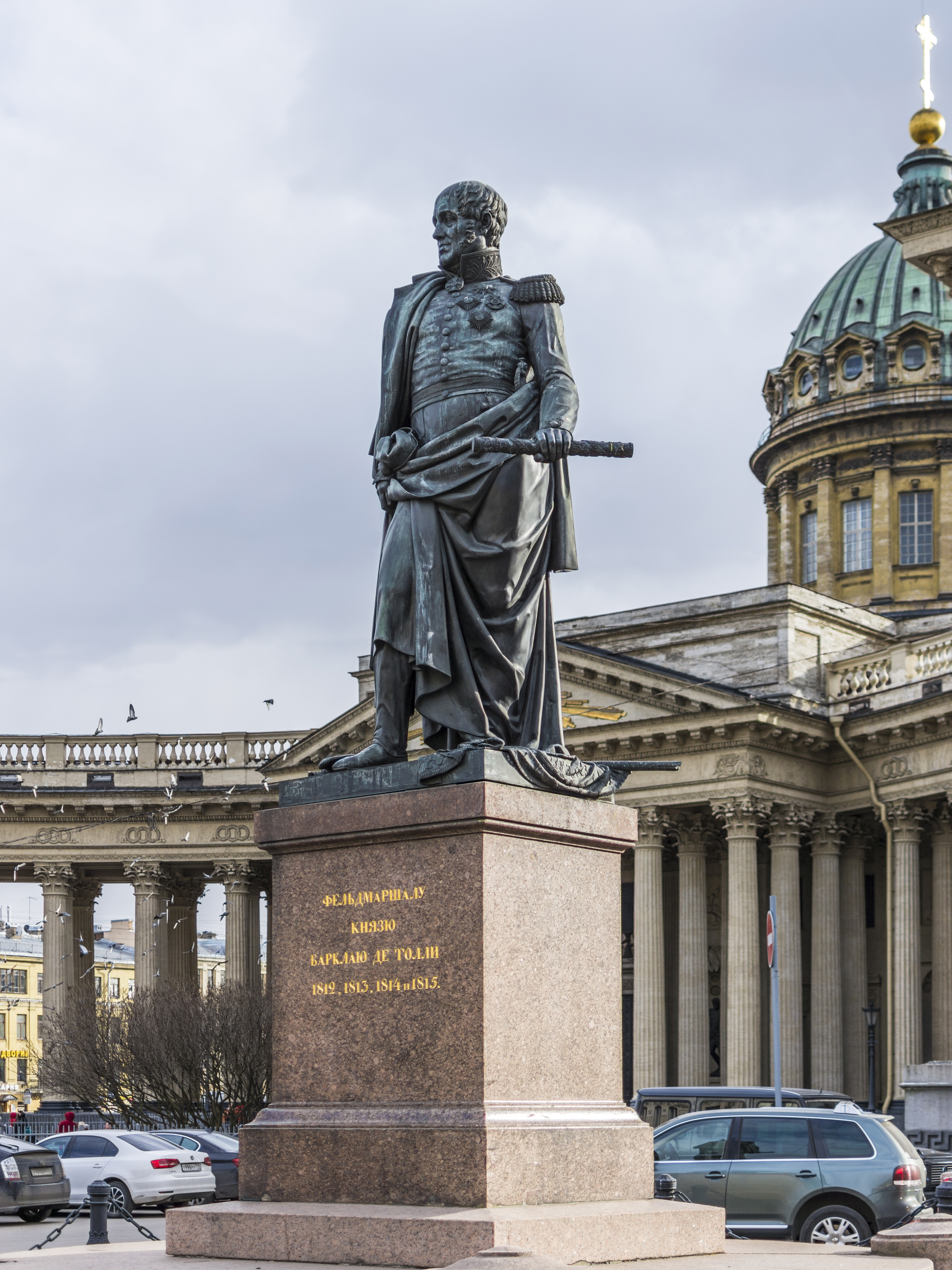
Staty över Michail Barclay de Tolly framför Kazankatedralen i Sankt Petersburg